# Ariulf
Ariulf (ur. ? – zm. 602) – drugi książę Spoleto od 592 (gdy zmarł Faroald I) do śmierci.
W 592 zajął pozycję w Spoleto i kontrolował kluczowe punkty wzdłuż Via Flaminia, głównego szlaku komunikacyjnego między Rawenną a Rzymem. By przeciąć alternatywną umocnioną Via Cassia, zdobył kilka bizantyjskich miast. Przejął kilka twierdz w Lacjum i zagroził Rzymowi, gdzie Grzegorz Wielki, odcięty od egzarchatu, został zmuszony do zawarcia oddzielnego pokoju z nim ku wielkiemu niezadowoleniu egzarchy Romanusa, który uważał się za reprezentanta cesarza w Italii i zwierzchnika papieża. Sukcesy Ariulfa były krótkotrwałe: siły egzarchatu odbiły rzymskie fortyfikacje i miasta Perugii oraz oczyściły na jakiś czas drogi.
Później towarzyszył Arechisowi w zdobywaniu Neapolu, innego ważnego miasta cesarskiej Italii. Odniósł wielkie zwycięstwo pod Camerino, gdzie według Pawła Diakona twierdził, że ujrzał świętego Sabina, męczennika i bohatera Spoleto, który wspierał go, i dlatego przeszedł na katolicyzm.